# Мареска, Ассунта
Ассунта Мареска (итал. Assunta Maresca), также известная как Пупетта Мареска (итал. Pupetta Maresca; 19 января 1935, Кастелламмаре-ди-Стабия — 29 декабря 2021, там же) — итальянская фотомодель и преступница, деятельница неаполитанской преступной организации Каморра; первая «крёстная мать» Каморры.
Непродолжительное время состояла в браке с деятелем Каморры Паскуале Симонетти. 16 июля 1955 года Паскуале был застрелен наёмным убийцей, а 4 августа находившаяся на шестом месяце беременности Мареска выследила и застрелила убийцу мужа. Отсидев 13 лет в тюрьме за убийство, после выхода на свободу она продолжила заниматься преступной деятельностью, возглавив свою преступную группировку в 1982 году. В 1986 году всё её имущество было конфисковано, а сама она пробыла в тюрьме четыре года по обвинению в убийстве судмедэксперта Альдо Семерари, прежде чем была оправдана.

## Ранние годы
Ассунта Мареска родилась 19 января 1935 года в Кастелламаре-ди-Стабия, к югу от Неаполя. В её семье было ещё четверо братьев. Отец — Альберто Мареска, контрабандист и один из боссов каморры. Дядя — Винченцо Мареска, лидер банды Каморры, контролировавшей город; отсидел в тюрьме 7 лет за убийство своего брата Джерардо. Семья Мареска была известна под прозвищем «Молниеносные ножи» (итал. Lampetielli), поскольку члены этой семьи хорошо владели складными ножами, с помощью которых убивали своих врагов.
По свидетельствам современников, Ассунта плохо вела себя в школе и отличалась буйным нравом, однажды избив одноклассницу до такой степени, что ту увезли в госпиталь, однако потерпевшая вскоре забрала поданное в полицию заявление. В дальнейшем Ассунта стала известна под прозвищем «Пупетта» (итал. Pupetta — «куколка») благодаря своей привлекательной внешности, а в возрасте 19 лет выиграла конкурс «Мисс Ровельяно», проходивший под Неаполем в одноимённой деревне. К Ассунте стал свататься был богатый и влиятельный гуаппо (босс Каморры) из итальянского города Пальма-Кампания, официально продавец фруктов и овощей на рынке Неаполя Паскуале Симонетти по прозвищу «Паскалоне из Нолы» (итал. Pascalone 'e Nola), который некоторое время занимался контрабандой товаров (в том числе сигарет), но после нескольких вооружённых стычек с бандами и проведённого в тюрьме срока сменил вид деятельности, став заниматься продажей фруктов и овощей. 27 апреля 1955 года Пупетта и Паскуале поженились в церкви Святой Марии в Поццано.

## Гибель мужа

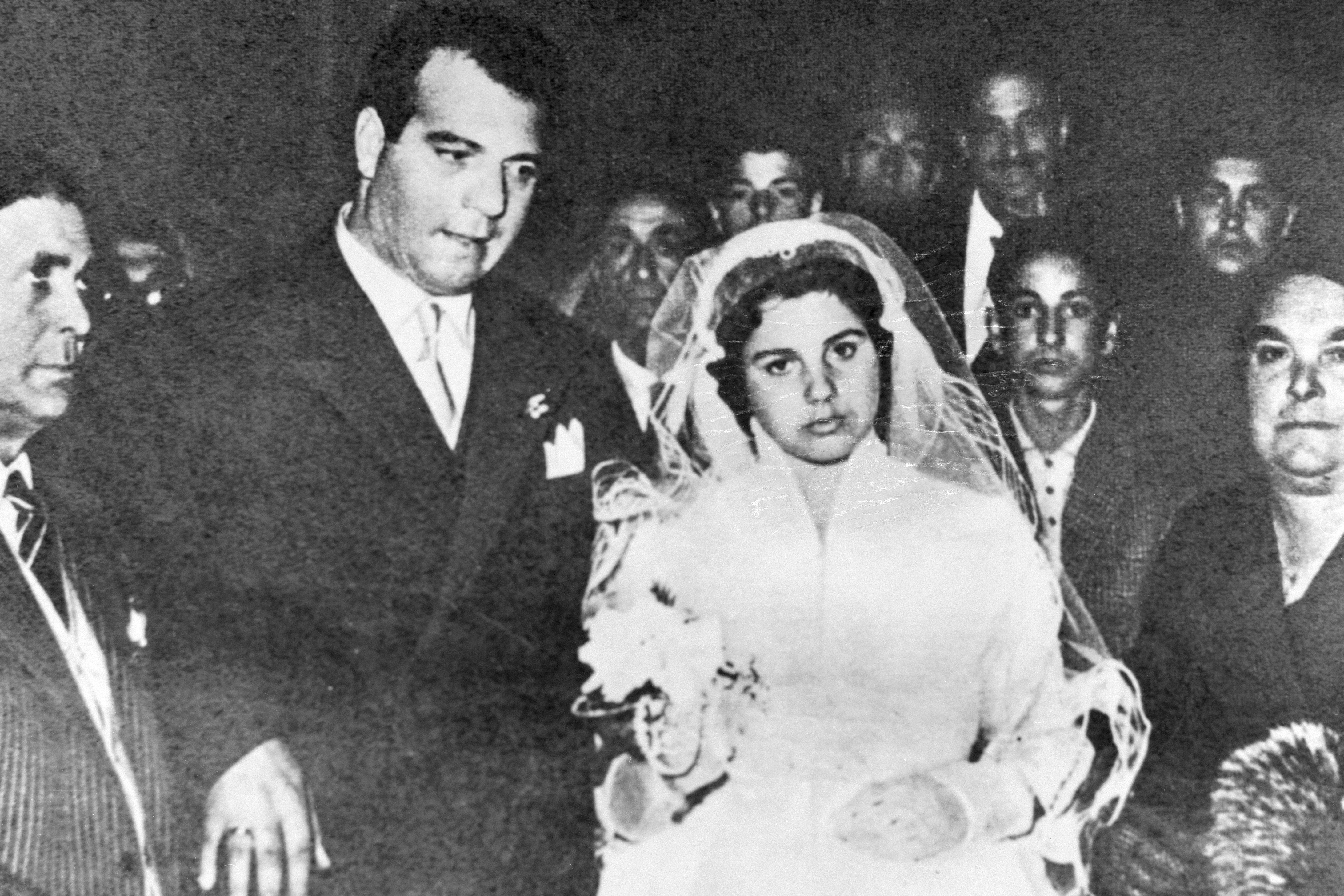
Свадьба Пупетты Марески и Паскуале Симонетти

Паскуале Симонетти в прошлом активно сотрудничал с Антонио Эспозито, ещё одним боссом Каморры по прозвищу «Тотонно из Помильяно» (итал. Totonno ‘e Pomigliano), который был свидетелем на свадьбе Паскуале и Пупетты. Симонетти активно занимался «крышеванием» мелких продавцов овощей и фруктов. Однако в 1950-е годы в результате подъёма национальной экономики в центре Неаполя появились крупные поставщики продовольствия, которые стали вытеснять фермеров с рынка и заставили их продавать товары по цене ниже нижнего предела. Этот удар испытали на себе и представители Каморры, лишившиеся своей доли: они могли «крышевать» только мелких фермеров и продавцов, чего им крайне не хватало. В Каморре созрели планы об избавлении группировки от неугодных лиц, преимущественно от особенно жадных, рвавшихся заполучить свою «львиную долю».
Вскоре между Симонетти и Эспозито началась открытая вражда: её корни уходили ещё в те дни, когда Симонетти угодил в тюрьму за то, что избил Эспозито разводным ключом. После выхода на свободу Симонетти обнаружил, что Эспозито прибрал к рукам его бизнес. Более того, влияние Симонетти возмущало и других влиятельных лиц Каморры. Утром 16 июля 1955 года на рынке Пьяцца Меркато Симонетти заметил, что за ним следует некий человек, известный под кличкой «Пароход» за свою вихляющую походку: им был Карло Гаэтано Орландо, которого Эспозито нанял, чтобы избавиться от Симонетти. Паскуале выхватил оружие, однако Орландо выстрелил первым. Раненого Паскуале увезли в больницу, где он и умер, ничего не сказав полиции, однако рассказал своей супруге о том, что это подстроил Эспозито. Убийство произошло недалеко от кафе «Грандоне», причём, по некоторым данным, в Симонетти стреляли из четырёх пистолетов. Хотя Паскуале ничего не сказал полиции, находившаяся на шестом месяце беременности Мареска обвиняла полицию в бездействии, упрекая её в том, что они могли легко установить заказчика и арестовать его. Более того, свидетели убийства — мальчик-чистильщик обуви, его клиент и продавщица апельсинов — внезапно стали давать путаные показания, утверждая, что не запомнили момент стрельбы.

## Месть за мужа
4 августа, спустя сто дней после свадьбы и две недели после гибели мужа, Мареска поехала со своим братом Чиро и водителем Николой Вистокко в Неаполь на встречу с Эспозито. Она прибыла на автомобиле Fiat 1400 синего цвета на Виа-Новара, переполненную улицу рядом с вокзалом Неаполя, и остановилась недалеко от места убийства мужа. Эспозито находился в этот момент в кафе. По словам Пупетты, он потребовал от неё выйти из машины: выполнив требование Эспозито, девушка достала из своей сумочки револьвер Smith & Wesson под патрон .38 Special и, взяв оружие двумя руками, расстреляла в упор Эспозито. На суде она объясняла, что держала оружие двумя руками, поскольку боялась промахнуться. По другим данным, она взяла оружие брата, из которого и выстрелила в Эспозито, после чего Чиро и Ассунта убежали. По одним данным, в теле Эспозито полиция насчитала 30 пулевых ранений; по другим, в него произвели 21 выстрел с расстояния двух метров, хотя в 2013 году Пупетта говорила, что сделала шесть выстрелов.
Мареска была арестована ранним утром 14 октября 1955 года, а в апреле 1959 года она предстала перед уголовным судом в Неаполе. Убийство и суд попали на первые полосы многих газет, а общественность Неаполя раскололась на сторонников и противников Пупетты. Хотя следствие предполагало, что Чиро мог быть вторым стрелявшим, на суде Мареска заявила, что сама стреляла в Эспозито и действовала из соображений самообороны, опасаясь, что она могла бы стать следующей жертвой Эспозито. Присутствовавшие в зале суда зрители аплодисментами встретили слова Марески о том, что будь у неё возможность изменить всё, она бы всё равно застрелила Эспозито. Одна из газет и вовсе назвала Пупетту «Дивой преступлений» (англ. The Diva of Crime). Также суд в Неаполе ознаменовался тем, что впервые на заседании разрешалось использовать микрофоны, чтобы зрители могли слышать каждое слово участников процесса: более того, всё, что происходило на суде, можно было услышать и на улице благодаря установленным громкоговорителям.
В адрес Пупетты поступали многочисленные предложения руки и сердца, а один человек даже сочинил песню «Закон чести» (итал. La legge d'onore). Суд приговорил женщину к 18 годам тюрьмы, сократив позже наказание до 13 лет и 4 месяцев. На свободу Пупетта вышла в 1965 году после помилования. Тем не менее поступок Пупетты прославил её среди членов Каморры. Сам Чиро за соучастие в убийстве Эспозито получил 12 лет тюрьмы, а Орландо, который застрелил мужа Марески, был приговорён к 30 годам тюремного заключения.

## Крёстная мать Каморры
В тюрьме Пупетта родила своего первого сына Паскуале. После освобождения она продолжила заниматься преступной деятельностью и стала встречаться с наркобароном Умберто Амматуро по кличке «Псих» (итал. O Pazzo), поддерживая его криминальную деятельность — торговлю наркотиками и контрабанду оружия в Неаполе. Она также родила от него близнецов Роберто и Антонеллу. В январе 1974 года 18-летний Паскуале, который должен был встретиться с Амматуро на стройплощадке, бесследно исчез. Мареска заподозрила Амматуро в похищении сына и убийстве, полагая, что тот залил труп сына в цемент, и прямо расспросила Умберто о случившемся. Амматуро настаивал, что абсолютно ничего не знал о смерти Паскуале. По одной из версий, Амматуро избавился от Паскуале, поскольку боялся его амбиций в плане роста в системе Каморры, по другой — Амматуро угрожал Паскуале за то, что тот не одобрял сожительство своей матери с Амматуро. В итоге Амматуро был полностью оправдан из-за недостатка доказательств, а Пупетта так и не решилась разводиться с ним, переживая за близнецов.
В 1981 году Мареска стала подозреваемой в подготовке убийства Чиро Галли, доверенного лица Раффаэле Кутоло босса клана Новой организованной каморры: прокурор требовал пожизненного лишения свободы для Пупетты, однако в 1985 году суд полностью её оправдал. 13 февраля следующего года, когда уже разгорелась война между Новой организационной каморрой и «Новой семьёй», которой руководила Мареска, на пресс-конференции она выступила в защиту своей организации, заявив о том, что в её организации собрались все, кто хочет защититься от влияния Кутоло. Она бросила ему прямо вызов, назвав его «помешанным на власти безумцем». Кутоло обвинялся в том, что брал за каждую партию контрабандных сигарет определённый налог, которому представители Марески всячески противились.
В том же году Мареска и Амматуро, которые к тому моменту успели развестись, были арестованы по обвинению в пытках и убийстве судмедэксперта Альдо Семерари, известного неофашиста, который обвинялся в подготовке террористического акта на вокзале Болоньи, прогремевшего в 1980 году (тогда погибли более 80 человек и 200 были ранены). Семерари, который был арестован после взрыва, спустя год был освобождён, а в 1982 году его обезглавленное тело обнаружили в брошенном автомобиле: при жизни Семерари называл Кутоло психически больным человеком. Мареска до конца своих дней не признавала вину в убийстве, но отсидела четыре года в тюрьме, прежде чем её всё-таки освободили. Амматуро, который был изначально оправдан, уехал в Перу, где занимался продажей наркотиков, но в 1993 году его депортировали обратно в Италию, а в июне того же года он, будучи уже пентито (пошедшим на сотрудничество с полицией гангстером), признался в убийстве Семерари. Мафия убила брата Амматуро в знак мести за нарушение омерты, а о самом Амматуро Мареска позже говорила, что он существует для неё только как отец её двоих детей, которые любят его, но не как Умберто.

## Последние годы жизни
После освобождения Мареска проживала в Сорренто и Кастелламаре. Всё её имущество было конфисковано в 1986 году по решению суда, за исключением двух магазинов деловой одежды в Неаполе, которые она открыла ещё в молодости, когда только вышла из тюрьмы. От интервью с прессой она постоянно отказывалась, утверждая, что уже слишком много наговорила за свою жизнь и что ей надо «оставить живых и мёртвых в покое». В то же время Мареска всё же оказывалась в поле зрения: так, было известно, что её дочь Антонелла была тяжело больна, а в 2000 году Мареска обвинила одного из своих друзей в краже своего выигрыша в лотерею SuperEnaLotto. В феврале 2004 года её квартира в Фуоригротта была торжественно передана одной из добровольных гражданских организаций в присутствии властей Неаполя, в ответ на что Мареска пригрозила пожаловаться президенту Италии Карло Адзельо Чампи на незаконную конфискацию имущества.
29 декабря 2021 года она скончалась в больнице Кастелламаре-ди-Стабия от сердечного приступа, не дожив чуть меньше месяца до своего 87-летия. Её похоронили в канун Нового года на закрытой церемонии в связи с тем, что полиция Неаполя и городские власти запретили открытую церемонию прощания: были опасения массовых драк сторонников и противников Марески.

## Образ в культуре
- Фильм «Вызов» 1958 года, снятый Франческо Рози[18], основан на истории жизни Паскалоне и Пупетты. Главную роль сыграла Розанна Скьяффино[19].
- В 1967 году Пупетта Мареска сыграла главную роль в кинофильме Ренато Парравичини «Преступление в Позиллипо»[20][3], сценарий которого был основан на событиях в жизни самой Пупетты[4]. Хотя Пупетту переозвучивала Рита Саваньоне, в фильме Пупетта уже своим голосом пела написанную ею самой же песню «'O bene mio»[4].
- В 1982 году закончились съёмки телефильма «Дело Пупетты Марески» 1982 года (режиссёры Марисса Мальфальти и Риккардо Тортора), в котором главную роль сыграла Алессандра Муссолини. Однако на большие экраны он попал только в 1994 году, когда был показан на телеканале Rai Tre[21]: авторов обвиняли в умышленном искажении образа главной героини, однако Гражданский суд Рима снял все обвинения[22].
- В 2013 году на Canale 5 вышел мини-сериал Лучано Одоризио[итал.] «Пупетта: Мужество и страсть[итал.]», в котором была представлена героиня Ассунта Марико (прототипом послужила Пупетта Мареска). Роль исполнила Мануэла Аркури[23].